# Перший уряд Іньїго Уркулью
Уряд І. Уркуллу або Баскський уряд X-го законодавчих зборів — баскський уряд, який перебував при владі в період з 14 грудня 2012 року по 25 листопада 2016 року, сформований після виборів до баскського парламенту 2012 року. Законодавчі збори Басків вперше обрали Іньїго Уркуллу президентом за підтримки БНП. Тільки представники БНП увійшли до уряду, поділеного на вісім департаментів, у кожному з яких є міністр. В 2015 році міністр соціальної політики Абурто подав у відставку.

## Історія
14 грудня 2012 року прибрано перший уряд Іньїго Уркулью. 29 грудня 2014 року уряд Басков та Женералітат домовилися виступити проти заходів «рецентралізації»
31 грудня 2015 року Іньїго Уркуллу заявив, що з'явиться можливість «зростання та створення робочих місць».9 лютого 2015 року звільнено Абурто, Хуан Марія.

## Уряд
| Міністерство                               | Міністр                      | Партія     | Правління             | Посилання |
| ------------------------------------------ | ---------------------------- | ---------- | --------------------- | --------- |
| Леендакарі                                 | Іньїго Уркулью               | БНП        | 14.12.2012-25.11.2016 | [ 4 ]     |
| Міністр юстиції та держ.управління         | Джосу Еркорека               | БНП        | 17.12.2012-28.11.2016 | [ 5 ]     |
| Міністр економіки                          | Арантча Тапіа                | БНП        | 17.12.2012-28.11.2016 | [ 6 ]     |
| Міністр соціальної політики                | Хуан Марія Абурто            | БНП        | 17.12.2012-09.02.2015 | [ 7 ]     |
| Міністр соціальної політики                | Анхель Тонья                 | незалежний | 09.02.2015-28.11.2016 | [ 8 ]     |
| Міністр казначейства                       | Рікардо Гацагаечебаррія      | БНП        | 17.12.2012-09.02.2015 | [ 9 ]     |
| Міністр культури, освіти і мовної політики | Крістіна Уріарте             | незалежна  | 17.12.2012-09.02.2015 | [ 10 ]    |
| Міністр безпеки                            | Естефанія Бельтран де Ередіа | БНП        | 17.12.2012-09.02.2015 | [ 11 ]    |
| Міністр здоров'я                           | Йон Дарпон                   | БНП        | 17.12.2012-09.02.2015 | [ 12 ]    |
| Міністр екології                           | Ана Орегі                    | Незалежний | 17.12.2012-09.02.2015 | [ 13 ]    |